# Zaire i olympiska sommarspelen 1988
Zaire deltog i de olympiska sommarspelen 1988 med en trupp bestående av 18 deltagare, men ingen av landets deltagare erövrade någon medalj.

## Boxning
Bantamvikt
- Ibibongo Nduita
  - Första omgången – besegrade Haji Ally (TNZ), 3:2
  - Andra omgången – förlorade mot Katsuyoki Matsushima (JPN) 0:5

Lätt weltervikt
- Kampompo Miango
  - Första omgången – Bye
  - Andra omgången – förlorade mot Todd Foster (USA), KO-2

Lätt mellanvikt
- Vaban Banko
  - Första omgången – Bye
  - Andra omgången – förlorade mot Segundo Mercado (ECU), 0:5

Mellanvikt
- Serge Kabongo
  - Första omgången – besegrade James Iahuat (VAN), RSC-1
  - Andra omgången – förlorade mot Hussain Shah Syed (PAK), 0:5

Lätt tungvikt
- Rund Kanika
  - Första omgången – förlorade mot Osmond Imadiyi (NGR), KO-1

Supertungvikt
- Tsibalabala Kadima
  - Första omgången – förlorade mot Andreas Schnieders (GDR), RSC-2

## Friidrott
Herrarnas 10 000 meter
- Kamana Koji
  1. Första omgången – fullföljde inte (→ ingen notering)

Herrarnas maraton
- Kamana Koji – 2:38:34 (→ 73:e plats)
- Kaleka Mutoke – 2:55:21 (→ 89:e plats)